# Buck Rogers
Buck Rogers è un personaggio immaginario protagonista di una serie di strisce a fumetti, Buck Rogers in the 25th Century, pubblicata dal 1929 sui quotidiani statunitensi in syndication fino al 1967, capostipite dei fumetti di fantascienza americani e protagonista poi anche di serie televisive, serial cinematografici e radiofonici e di due lungometraggi. Le storie a fumetti, i film, le trasposizioni radiofoniche e televisive sono divenute parte della cultura pop statunitense e al personaggio è stato riconosciuto di avere introdotto nei media popolari il concetto di esplorazione dello spazio, seguendo le orme di pionieri letterari quali Jules Verne, H.G. Wells ed Edgar Rice Burroughs con il suo John Carter di Marte.

## Storia editoriale
John F. Dille, presidente del National Newspaper Service di Chicago commissionò allo scrittore Philip Francis Nowlan l'ideazione di un nuovo fumetto che venne realizzato da quest'ultimo traendo spunto dal suo racconto Armageddon 2419 A.D. nel quale compariva il personaggio di Anthony Rogers.
La serie a strisce quotidiane esordì il 7 gennaio 1929, disegnata da Dick Calkins il quale, dal 1940 al 1947, si occuperà anche di scriverne le sceneggiature; successivamente venne sostituito ai testi da Bob Barton fino al 1951 e poi da Rick Yager fino al 1958, mentre i disegni vennero realizzati da Murphy Anderson fino al 1949, Leon Dworkins fino al 1951, da Yager fino al 1958 e di nuovo da Anderson fino al 1959; le tavole domenicali esordirono il 30 marzo 1930 disegnate da Calkins insieme a Russell Keaton e poi a Rick Yager che le continuerà fino al 1958 quando, sia le strisce che le tavole, vennero realizzate fino alla conclusione nel 1967 da George Tuska che fino al 1965 scriverà anche i testi insieme a contributi di Fritz Leiber, Jerry Siegel e Howard Liss. Nel 1979, sulla scia del successo di un nuovo film e di una serie di telefilm venne prodotta un'altra serie di fumetti per i quotidiani, scritta da Jim Lawrence e Cary Bates e disegnata da Gray Morrow e Jack Sparling.
In Italia il personaggio appare già dagli anni trenta come Elio Fiamma sulla rivista La risata e sul settimanale Paperino della Mondadori che poi lo ripropone sugli Albi d'Oro. Negli anni sessanta viene ripreso da altri editori come l'Editoriale Corno e Milano Libri.

## Genesi del personaggio

La copertina del numero di Amazing Stories dell'agosto 1928 in cui compare per la prima volta il personaggio di Buck Rogers (l'illustrazione in copertina si riferisce ad Allodola dello spazio di E. E. Smith e non a Buck Rogers)

Philip Francis Nowlan aveva pubblicato nel 1928 un breve romanzo a puntate, Armageddon 2419 A.D. pubblicato sulla rivista pulp Amazing Stories, nel quale compariva il personaggio di Anthony Rogers.
Tra i modelli per il personaggio è possibile citare John Carter, nato dalla fantasia di Edgar Rice Burroughs (il creatore di Tarzan), protagonista di alcuni volumi di una saga ambientata su Marte e pubblicati a partire dal 1912. Come Carter, anche Buck Rogers è un militare, un pilota dell'aviazione statunitense.

## Caratterizzazione del personaggio
Buck Rogers è un pilota militare dell'aviazione statunitense il quale acquisisce dei superpoteri dopo essere stato costretto per 500 anni in uno stato di semi-ibernazione in una grotta dove ha inalato del gas radioattivo. Al suo risveglio nel XXV secolo si ritrova in un mondo popolato da astronavi, raggi laser, robot. Anche nel futuro, Buck torna a fare quello che sapeva fare meglio e cioè il pilota, ma questa volta di astronavi. Le sue avventure, in cui è affiancato dalla bella Wilma Deering e dal dottor Elias Huer, lo vedono opposto al perfido Killer Kane, un imperatore mongolo col preciso intento di conquistare la Terra in combutta con la Principessa Ardala.
Questi elementi vengono ripresi nel 1934 da Flash Gordon che affiancherà Buck Rogers nelle strisce a fumetti dei quotidiani.

## Opere derivate

### Cinema

#### Lungometraggi
- Buck Rogers (Buck Rogers Conquers the Universe, 1939), di Ford Beebe e Saul A. Goodkind, con Buster Crabbe - film di 91 minuti ricavato dal serial cinematografico del 1939;
- Capitan Rogers nel 25º secolo (Buck Rogers in the 25th Century, 1979), di Daniel Haller, con Gil Gerard - Episodio pilota della serie televisiva.

#### Serial
- Buck Rogers (Buck Rogers, 1939)[2], di Ford Beebe e Saul A. Goodkind, con Buster Crabbe.

### Radio

#### Serial
- Buck Rogers in the 25th Century (1932-1947) - 15 episodi da 15 minuti per la CBS;
- Amazing Interplanetary Adventures of Flash Gordon (1935-1936) - 74 episodi, protagonista assieme al personaggio di Flash Gordon;
- The New Adventures of Dan Dare, Pilot of the Future (1951-1956) - In onda cinque volte a settimana per la Radio Luxembourg.

### Televisione

#### Serie
- Buck Rogers (Buck Rogers, 1950)[2], di Babette Henry, con Kem Dibbs/Robert Pastene;
- Buck Rogers (Buck Rogers in the 25th Century, 37 episodi dal 1979-1981)[2], di Glen A. Larson, con Gil Gerard/Erin Gray.

### Giochi da tavolo
I giochi da tavolo ufficiali su Buck Rogers sono noti già dagli anni '30: una raccolta di tre giochi per bambini della Lutz & Sheinkman (1934) e un gioco di carte della E. E. Fairchild (1936). Altri Buck Rogers furono pubblicati da Transogram nel 1950 e da Hasbro nel 1979.
Nel 1988 la TSR pubblicò il wargame Buck Rogers: Battle for the 25th Century Game (Jeff Grubb, ISBN 0-88038-586-3). È un gioco strategico simile a Axis and Allies o Risiko, in cui i giocatori controllano soldati, navi e gennie (soldati geneticamente modificati) su una mappa che rappresenta i pianeti interni del sistema solare. Durante il gioco i pianeti si spostano cambiando le distanze relative tra di loro e le rispettive lune. Nella versione avanzata del gioco ogni personaggio controlla un leader basato su una personalità dell'ambientazione, che possiede dei poteri speciali.
Il gioco non vendette nella quantità prevista e al 2010 è ancora possibile trovarne copie nuove in vendita.
Tra il 1990 e il 1993 la TSR pubblicò Buck Rogers XXVc, una serie di giochi di ruolo basati su un reboot della serie originaria. Il gioco, anche se supportato da diversi supplementi, fumetti e romanzi, non incontrò un successo del pubblico, e dopo un secondo breve tentativo con un'ambientazione basata direttamente sulla striscia a fumetti originaria (High Adventure Cliffhangers Buck Rogers Adventure Game), la linea di prodotti venne chiusa.
Sempre la TSR pubblicò anche un gioco di carte collezionabili nel 1990.

### Videogiochi
- Buck Rogers: Planet of Zoom (1982) per molti sistemi
- Buck Rogers: Countdown to Doomsday (1990) per Amiga, Commodore 64, DOS, Mega Drive
- Buck Rogers: Matrix Cubed (1992) per DOS